# Eupithecia masuii
Eupithecia masuii är en fjärilsart som beskrevs av Inoue 1980. Eupithecia masuii ingår i släktet Eupithecia och familjen mätare. Inga underarter finns listade i Catalogue of Life.